# Ernst Schmiegelow (malermester)
 Der er flere personer med dette navn, se Ernst Schmiegelow.
Ernst Carl August Schmiegelow (27. februar 1826 på Fuirendal – 4. september 1888 i København) var en dansk malermester og politiker.
Hans fader, krigsassessor Joachim Friedrich David Schmiegelow (1783-1830), var læge på Holsteinborg, moderen var Anna Metta Edebohl født Bøtcher (1792-1867). Efter sin konfirmation blev Schmiegelow sat i malerlære i København. 1846 blev han svend, og nu gik det til udlandet; men i 1848 kom han fra Wien tilbage for som frivillig at deltage i den udbrudte krig. 1853 etablerede han sig som malermester i København, indtil 1861 i kompagni med A.F. Dahl, men derpå alene, og hans forretning, der lededes med kunstnerisk sans, blev hurtig en af Københavns største. 1872 blev han medlem af Malerlavets repræsentantskab, og her gennemførte han 1885 en for lavets svende gældende alderdomsforsørgelses- og hjælpefond, der desværre kun fik kort levetid. 1874 blev han medlem af Industriforeningens bestyrelse, 1879 delegeret i Fællesrepræsentationen for dansk Industri og Haandværk, 1881 delegeret i Det tekniske Selskabs bestyrelse, 1882 borgerrepræsentant og 1883 formand for Sønderjysk Samfund.
For bedre at kunne røgte sine offentlige hverv forenede han i 1884 sin forretning med malermester C.C. Møllmanns, og i begyndelsen af 1888 overtog denne sidste selvstændig de samlede forretninger. I komitéen for Den nordiske Udstilling i København 1888 virkede Schmiegelow endelig med iver som formand for byggeudvalget, men inden den åbnedes, blev han syg, og 4. september 1888 døde han.
4. juni 1858 havde han i Vor Frue Kirke ægtet Thecla Saurbrey (25. november 1828 i Næstved - 25. december 1906 på Frederiksberg), datter af premierløjtnant, senere oberstløjtnant Niels Gotfred Saurbrey (1795-1851, gift 2. gang 1840 med Marie Annine Elisabeth Zinck, 1816-1891) og Waldeline Christine Elisabeth født Sebbelow (1799-1839).
Han er begravet på Assistens Kirkegård.